# Потапово (Ярцевский район)
Потапово — упразднённая деревня в Ярцевском районе Смоленской области России, в составе Михейковского сельского поселения. По состоянию на 2007 год постоянного населения не имеет.
Расположена в центральной части области в 10 км к северо-западу от Ярцева, в 10 км севернее автодороги М1 «Беларусь», на берегу реки Ситня. В 11 км южнее деревни расположена железнодорожная станция Ярцево на линии Москва — Минск.

## История
В годы Великой Отечественной войны деревня была оккупирована гитлеровскими войсками в июле 1941 года, освобождена в сентябре 1943 года.